# 中野雅至
中野 雅至（なかの まさし、1964年7月10日 - ）は、日本の労働官僚、行政学者（公共政策論・電子行政）。学位は博士（経済学）（新潟大学・2003年）。兵庫県立大学大学院応用情報科学研究科教授を経て、2014年4月から神戸学院大学現代社会学部教授。

## 人物・来歴

### 生い立ち
奈良県大和郡山市生まれ。1983年、桃山学院高等学校卒。88年、同志社大学英文科卒。89年、大和郡山市職員。

### 官界
国家公務員採用I種試験（行政）に合格し、1990年労働省入省。職業安定局の高齢・障害者対策部企画課にて総括係長など。厚生省でも生活衛生局指導課の課長補佐など。厚生労働省大臣官房国際課課長補佐など。一時新潟県に出向、新潟県庁総合政策部情報政策課課長。ミシガン大学公共政策大学院公共政策修士号、新潟大学大学院現代社会文化研究科博士号を取得。

### 学界
兵庫県立大学の教職員公募に応募、助教授。大学院応用情報科学研究科応用情報科学専攻政策経営情報科学コース准教授。
2014年4月から神戸学院大学 現代社会学部教授。
2024年4月から大和郡山市アドバイザーも兼任。

## 研究
中央省庁での経験を生かし、行政学を専門とする。特に、労働省で労働行政など社会保障政策に携わってきたことから、社会政策に関する研究が多く、著書も多数著している。また、新潟県庁で総合政策部情報政策課に勤務するなど情報政策にも通じ、情報化の推進に関する著作も上梓している。

## 略歴
- 1964年 - 奈良県にて誕生。
- 1983年 - 桃山学院高等学校卒業。
- 1988年 - 同志社大学文学部卒業。
- 1989年 - 大和郡山市役所入庁。
- 1990年 - 労働省入省。
- 1994年 - ミシガン大学公共政策大学院修了。
- 1996年 - 労働省職業安定局高齢・障害者対策部企画課総括係長。
- 1998年 - 厚生省生活衛生局指導課課長補佐（法令担当）。
- 2000年 - 新潟県庁総合政策部情報政策課課長。
- 2003年 - 新潟大学大学院現代社会文化研究科修了。
- 2003年 - 厚生労働省大臣官房国際課課長補佐（ILO条約担当総括）。
- 2004年 - 兵庫県立大学大学院応用情報科学研究科助教授。
- 2007年 - 兵庫県立大学大学院応用情報科学研究科准教授。
- 2011年 - 兵庫県立大学大学院応用情報科学研究科教授。
- 2014年 - 神戸学院大学 現代社会学部教授。

## 著作
- 『脱新古典の開発学――脱冷戦型経済発展と社会労働政策の時』晃洋書房、1999年
- 『投稿論文でキャリアを売り込め――MBA・ロースクールよりすごい投稿論文の底力』日経BP、2004年
- 『はめられた公務員――内側から見た「役人天国」の瓦解』光文社、2005年
- 『高学歴ノーリターン――一流大卒が負け続ける「ギャンブル社会」の到来』光文社、2005年
- 『ローカルIT革命と地方自治体』日本評論社、2005年
- 『間違いだらけの公務員制度改革――なぜ成果主義が貫けないのか』日本経済新聞社、2006年
- 『格差社会の結末――富裕層の傲慢・貧困層の怠慢』ソフトバンク新書、2006年
- 『劇的ワンペーパー――たった1枚にまとめる技術』光文社、2007年
- 『格差社会の世渡り――努力が報われる人、報われない人』ソフトバンク新書、2007年
- 『働きながら楽々続けるメタボに負けない勉強法』東洋経済新報社、2008年
- 『公務員クビ! 論』朝日新書、2008
- 『人前でアガらず話せる1分トレーニング』日本実業出版社 2008
- 『3カ月回転勉強法――期限を決めて「1テーマ」。超スピードで“実学”を吸収していく!』すばる舎、2009年
- 『天下りの研究――その実態とメカニズムの解明』明石書店、2009年
- 『「正社員クビ!」論――雇用ファシズムでサラリーマンがいなくなる』PHP研究所、2009年
- 『雇用危機をどう乗り越えるか』ソフトバンク新書、2009年
- 『公務員大崩落』朝日新書、2009年
- 『「天下り」とは何か』講談社現代新書、2009年
- 『公務員の「壁」 官民合流で役所はここまで変わる!』洋泉社・新書y 2010
- 『政治主導はなぜ失敗するのか?』2010 光文社新書
- 『悪徳官僚に学ぶ「戦略的ゴマすり力」』2010 ディスカヴァー携書
- 『１勝100敗！　あるキャリア官僚の転職記　大学教授公募の裏側』(光文社新書)、2011年　ISBN 978-4334036539
- 『公務員だけの秘密のサバイバル術』中公新書ラクレ 2011
- 『キャリア官僚の仕事力 秀才たちの知られざる実態と思考法』ソフトバンク新書 2012
- 『これから20年、三極化する衰退日本人 依存する人・搾取される人・脱出する人』扶桑社新書 2012
- 『財務省支配の裏側 政官20年戦争と消費増税』朝日新書 2012
- 『公務員バッシングの研究 Sacrifice〈生け贄〉としての官』明石書店 2013
- 『これが公務員の勉強法だ! なぜか仕事がうまくいく!』学陽書房 2013
- 『仕事がうまく回り出す 感情の片づけ方』青春新書INTELLIGENCE 2013
- 『テレビコメンテーター 「批判だけするエラい人」の正体』中公新書ラクレ 2013
- 『ビジネスマンが大学教授、客員教授になる方法』ディスカヴァー携書 2013
- 『右傾社会ニッポン』ディスカヴァー携書 2014
- 『食える学歴 親・官僚・大学教授の立場から見つけた真実』扶桑社新書 2014
- 『ニッポンの規制と雇用 働き方を選べない国』光文社新書 2014
- 『ニートだった私がキャリア官僚から大学教授になった人生戦略』SB新書 2014
- 『肚が据わった公務員になる! 新しい仕事哲学と自分の鍛え方』朝日新書 2014
- 『日本資本主義の正体』幻冬舎新書 2015
- 『没落するキャリア官僚――エリート性の研究』明石書店 2018
- 『なぜ若者は理由もなく会社を辞められるのか?』扶桑社新書 2021
- 『没落官僚　国家公務員志願者がゼロになる日』中公新書ラクレ 2024

## 共編
- 仙石正和共編『IT革命と新潟県――新潟のITは今どうなっているのか』野島出版、2003年

## 出演
テレビ
- ちちんぷいぷい（毎日放送） - ぷいぷい顧問団として（2014年からは「VOICE」→「Newsミント!」〈「ミント!」内の報道ニュースパート〉にも出演）
- よんチャンTV（毎日放送・月曜レギュラー）
- モノ知りSUNデー（サンテレビ、2017年4月9日 - 、毎週日曜日12:00 - 12:30）
- 朝生ワイド す・またん!（読売テレビ・水曜レギュラー）
- あさパラ!→あさパラS（読売テレビ） - 不定期出演
- そこまで言って委員会NP（読売テレビ） - （パネリスト、不定期出演）

ラジオ
- MBSヨル隊「笑い飯哲夫の明るく元気なニュースシャワー」（MBSラジオ2017年度のナイターオフ番組）